# Andra Vatikankonciliet

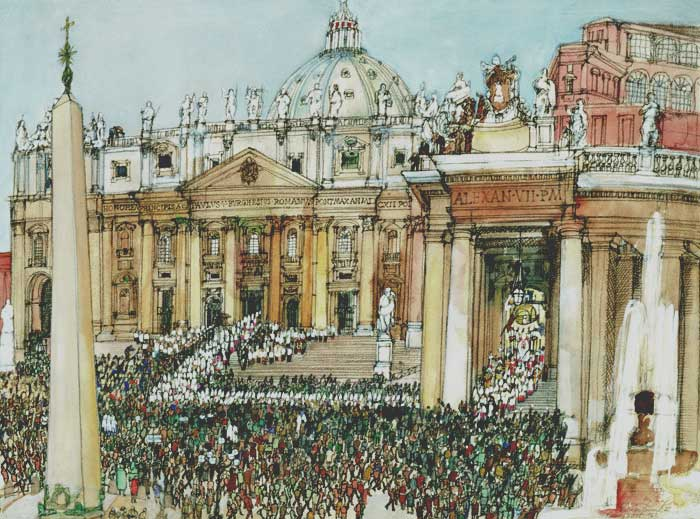
Processionen vid öppnandet av Andra Vatikankonciliet

Andra Vatikankonciliet, informellt ibland Vatikan II, var ett koncilium i Romersk-katolska kyrkan som hölls i fyra sessioner mellan 1962 och 1965. Konciliet sammankallades av påven Johannes XXIII 1959, och avslutades av hans efterträdare Paulus VI. Andra Vatikankonciliet var 1900-talets viktigaste kyrkohistoriska händelse. Bland de påtagligaste resultaten av Andra vatikankoncilitet finns övergången till att fira mässa helt på folkspråk och ett uppmjukat förhållande till andra världsreligioner. Konciliet påbjöd också en översyn av kyrkans liturgi. 
Konciliet syftade, med Johannes XXIII:s ord, till aggiornamento vilket är italienska för "uppdatering" och syftade på en öppning mot det moderna samhället, en anpassning till nutiden. Ett annat viktigt begrepp för konciliet var det franska ressourcement, nyteologins slagord om återvändande till källorna. Uppdateringen skulle ske genom detta ösande ur trons källor.
Efter konciliet gick utvecklingen inom Katolska kyrkan snabbt, och inte utan konflikter. Konciliet inspirerade å ena sidan till befrielseteologin och andra radikala rörelser, och fick å andra sidan de som motsatte sig förändringarna att samla sig i konservativa och ibland schismatiska grupperingar såsom Sankt Pius X:s prästbrödraskap.

## Sessioner
Andra Vatikankonciliet genomfördes i fyra sessioner och samlades i Peterskyrkans mittskepp.
1. Session 1: 11 oktober – 8 december 1962
2. Session 2: 29 september – 4 december 1963
3. Session 3: 14 september – 21 november 1964
4. Session 4: 14 september – 8 december 1965

## Skrifter från konciliet
Andra Vatikankonciliet publicerade fyra konstitutioner, nio dekret och tre deklarationer.

### Konstitutioner
1. Lumen Gentium (Om kyrkans väsen)
2. Dei Verbum (Om uppenbarelsen)
3. Sacrosanctum Concilium (Om gudstjänsten)
4. Gaudium et Spes (Om kyrkans roll i den moderna världen)

### Dekret
1. Inter Mirifica (Om massmedierna)
2. Unitatis Redintegratio (Om ekumeniken)
3. Orientalium Ecclesiarum (Om de orientaliska katolska kyrkorna)
4. Christus Dominus (Om biskoparnas uppgifter)
5. Optatam Totius (Om prästutbildningen)
6. Perfectae Caritatis (Om ordenslivets förnyelse)
7. Apostolicam Actuositatem (Om lekmännens ansvar i kyrkan)
8. Presbyterorum Ordinis (Om prästernas uppgifter)
9. Ad Gentes (Om missionen)

### Deklarationer
1. Gravissimum Educationis (Om kristna utbildningsfrågor)
2. Nostra Aetate (Om förhållandet till icke-kristna religioner)
3. Dignitatis Humanae (Om religionsfriheten)